# テレサ・アンスレス

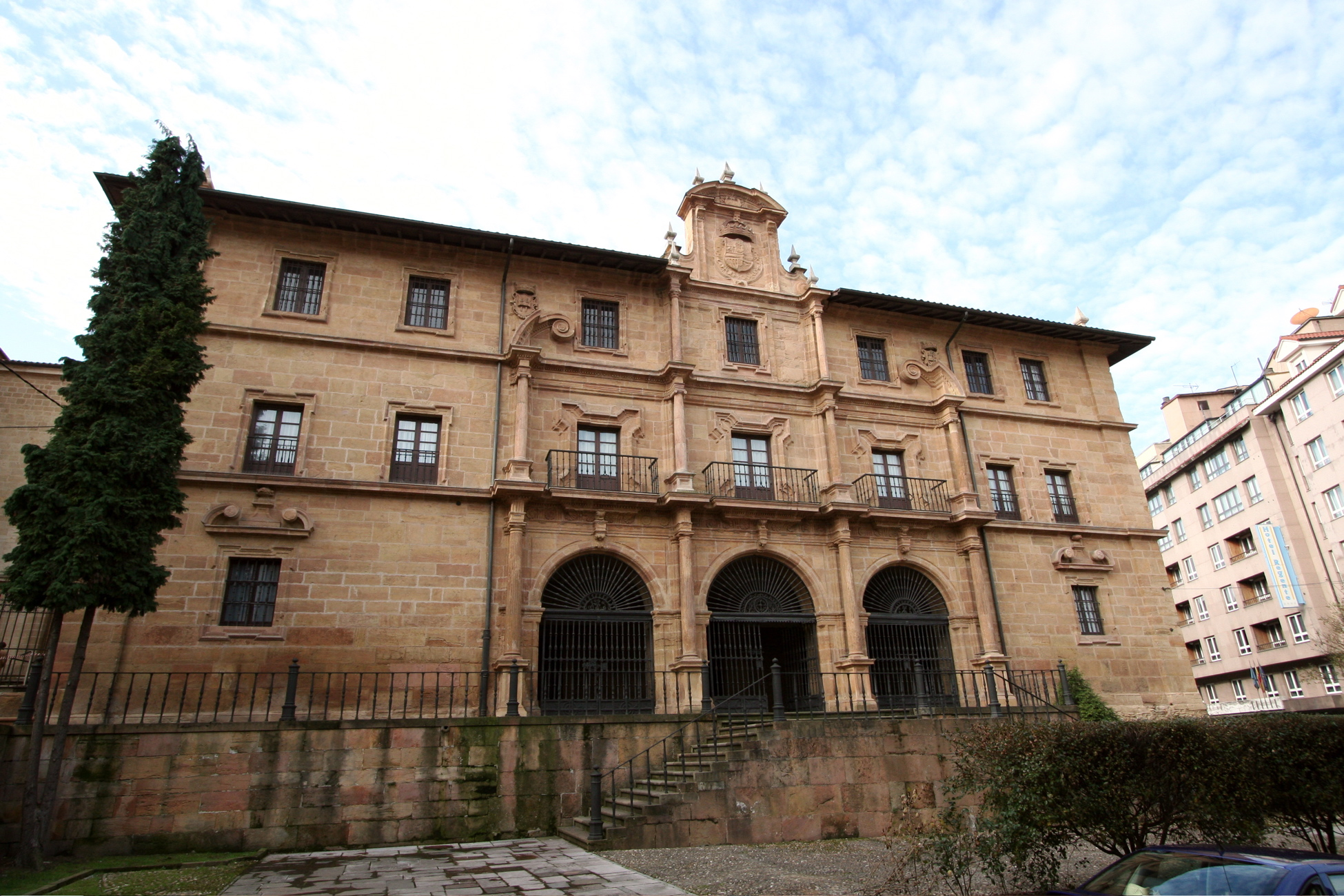
サン・ペラーヨ修道院の正面玄関

テレサ・アンスレス（スペイン語：Teresa Ansúrez, 943年以前 - 997年4月25日）は、レオン王サンチョ1世の妃。モンソン伯アンスル・フェルナンデスとヌーニョ・ベラスの娘ゴントロダ・ヌーニェスの間の娘。アラバ伯ベラ・ヒメネスは母方の祖父にあたるといわれる。

## 生涯
テレサは959年3月28日以前にレオン王サンチョ1世と結婚し、1男が生まれた。
- ラミロ3世（961年 - 985年） - レオン王

966年にサンチョ1世が死去した後、テレサは修道女となりオビエドのサン・ペラーヨ修道院に入った。また、夫の妹エルビラ・ラミレスとともに幼少の息子ラミロ3世の摂政をつとめたとみられる。
同修道院にはレオン王ベルムード2世と離婚したベラスキタ・ラミレスもおり、そこでテレサの孫オルドーニョ・ラミレスとベラキスタの娘クリスティーナとの結婚の話が持ち上がったという。テレサとベラキスタは、996年3月4日にベルムード2世が2番目の妃エルビラとともにサン・ペラーヨ修道院に寄進を行ったときに共に確認されている。

## 埋葬
テレサはオビエド大聖堂のヌエストラ・セニョーラ・デル・レイ・カスト礼拝堂にある王室霊廟の、オルドーニョ2世の王妃エルビラ・メネンデスが埋葬された墓の隣に埋葬された。テレサとエルビラが埋葬された墓には、次の碑文が記されている。
...ET HOC ETIAM LOCULO REGINA TYRESSIA CLAUDITUR.（...そしてここには王妃テレサの棺も収められている。）